# Staring Instituut
Het Staring Instituut was het instituut voor het 'streekeigene' van de Achterhoek en Liemers. Het hield zich bezig met geschiedenis, streektaal, volksgebruiken, natuur en landschap. Er werd onder andere onderzoek gedaan naar de streekcultuur. Ook gaf het instituut publicaties uit in en over de streektaal, had het een eigen bibliotheek en ondersteunde het streekeigen projecten. 
Aan het einde van de jaren negentig van de twintigste eeuw is uit het Staring Instituut de Stichting Staring Advies voortgekomen, een regionaal adviesbureau voor natuur en landschap in Achterhoek en Liemers. De reden hiervoor was dat onderzoek op het gebied van natuur en landschap niet meer tot de subsidiabele taken van het instituut werd gerekend. 
In 2011 fuseerde het  Staring Instituut met het Achterhoeks Archief tot het Erfgoedcentrum Achterhoek en Liemers.

## Naamgeving
Het instituut was vernoemd naar Anthony Christiaan Winand Staring, een bekend Achterhoeks dichter. 